# Умершие в июле 2019 года
Это список известных людей, соответствующих установленным критериям значимости (см. Википедия:Критерии значимости персоналий), умерших в июле 2019 года.
Причина смерти указывается лишь в исключительных случаях (убийство, самоубийство, гибель в результате военных действий, смертная казнь, ДТП или несчастные случаи). В остальных случаях — не указывается.

## 31 июля
- Баскова, Мария Ильинична (95) — советская и российская актриса, артистка Белгородского драматического театра (1947—1983)[1].
- Борев, Юрий Борисович (94) — советский и российский литературовед, доктор филологических наук (1963), профессор МАрхИ[2].
- Озеров, Евгений Семёнович (83) — советский и российский экономист, доктор технических наук (1976), профессор (1977)[3].
- Пизу, Раффаэль (94) — итальянский актёр[4][5].
- Принс, Харольд (91) — американский театральный продюсер и режиссёр[6].
- Согоян, Фридрих Мкртичевич (82) — советский и российский скульптор, народный художник Российской Федерации (2004), Украины (2011) и Армении (2017)[7].
- Терье, Жан-Люк (73) — французский пилот ралли, чемпион мира в составе команды Alpine-Renault (1973)[8].
- Фелунг, Баррингтон (65) — американский композитор.
- Хохрякова, Ольга Сергеевна (70) — российский юрист, доктор юридических наук (1992), заместитель председателя Конституционного суда Российской Федерации (с 2008 года)[9].
- Шкаратан, Овсей Ирмович (87) — советский и российский социолог, доктор исторических наук (1969), профессор (1976), заслуженный деятель науки Российской Федерации (2002)[10].

## 30 июля
- Бляху, Марчиан (95) — румынский геолог, писатель и государственный деятель, министр окружающей среды (1991—1992)[11].
- Казанчян, Ерванд Христофорович (82) — советский и армянский актёр, артист Ереванского театра музыкальной комедии, народный артист Армении (2004)[12].
- Кокурин, Валерий Григорьевич (88) — советский и российский художник, народный художник Российской Федерации (1998)[13].
- Короткина, Анна Ивановна (57) — белорусский композитор[14].
- Мольтке, Вернер фон (83) — немецкий десятиборец, победитель чемпионата Европы по лёгкой атлетике в Будапеште (1966)[15].
- Омурбеков, Токторбек Наматбекович (64) — киргизский историк, педагог, доктор исторических наук (2004). Заслуженный работник образования Киргизской республики (2011)[16].
- Торальдо ди Франча, Кристиано (77) — итальянский архитектор[17].
- Черчел, Флорина (76) — румынская актриса[18].
- Чжао Чжихун (46) — китайский серийный убийца; казнён[19].

## 29 июля
- Баронин, Анатолий Викторович (86) — советский разведчик, который первым добыл информацию о вирусе Эбола[20][21].
- Вакульский, Александр Дмитриевич (70) — нидерландский и российский дирижёр, главный дирижёр Амстердамского симфонического оркестра[22].
- Даниельсен, Эгиль (85) — норвежский легкоатлет, чемпион летних Олимпийских игр в Мельбурне (1956)[23].
- Джалалов, Абдулхафиз Марахимович (72) — советский и узбекский государственный, политический, партийный и научный деятель, директор Института философии и права Академии наук Узбекистана (1993—2001)[24].
- Зоркин, Виталий Иннокентьевич (81) — советский и российский журналист и литературовед, доктор филологических наук, профессор ИГУ[25].
- Лафуркад, Энрике (91) — чилийский писатель[26].
- Методьев, Василий (84) — болгарский футболист национальной сборной и тренер «Левски»[27].
- Ноусиайнен, Мона-Лийса (36) — финская лыжница[28].
- Рубнер, Тувья (95) — израильский поэт и переводчик[29].
- Смыр, Рушбей Хазаратович (69) — абхазский поэт[30].
- Срстка, Зденек (83) — чешский киноактёр и каскадёр[31].

## 28 июля
- Афанасьев, Сергей Германович (54) — советский легкоатлет (бег), чемпион СССР (1986, 1988, 1990)[32].
- Бандар ибн Абдул-Азиз Аль Сауд (95—96) — саудовский принц, десятый сын Абдул-Азиза ибн Сауда[33].
- Бозбейли, Феррух (91—92) — турецкий политический деятель, спикер Великого национального собрания Турции (1965—1970)[34].
- Гомес, Эдуардо (68) — испанский актёр[35].
- Кара-Мурза, Владимир Алексеевич (59) — российский журналист, теле- и радиоведущий[36].
- Редди, Джайпал (77) — индийский государственный деятель, министр землеведения и министр науки и технологий (2012—2014)[37].
- Р. Верман (72) — индийский художник-постановщик[38].
- Симака, Ютака (70) — японский актёр[39][40].
- Соуза, Рут де (98) — бразильская актриса[41].
- Стоун, Ричард (90) — американский государственный деятель, сенатор (1975—1980), посол США в Дании (1991—1993)[42].
- Фирс, Вальтер (88) — бельгийский молекулярный биолог, лауреат премии Франки (1976)[43].
- Хилтон, Георге (85) — уругвайский актёр[44].

## 27 июля
- Вирастюк, Роман Ярославович (51) — украинский легкоатлет, бронзовый призёр чемпионата Европы в Хельсинки (1994)[45].
- Григорян, Грайр Абетович (79) — советский и армянский художник[46].
- Кресник, Иоганн (79) — австрийский танцор и хореограф[47].
- Крус-Диес, Карлос (95) — венесуэльский художник[48].
- Мейналс, Хамфри (88) — суринамский и нидерландский футболист[49].
- Николай (Протопапас) (70—71) — епископ Элладской православной церкви, митрополит Фтиотидский (с 1996 года)[50].
- Пащенко, Юрий Владимирович (61) — украинский детский хирург, доктор медицинских наук, профессор Харьковского медицинского университета (2015)[51].
- Пучков, Владимир Юрьевич (69) — советский и украинский журналист, поэт и литературный переводчик, главный редактор газеты «Вечерний Николаев»[52].
- Родченко, Варвара Александровна (93) — советская и российская художница, дочь Александра Родченко[53].
- Романовский, Борис Васильевич (85) — российский физикохимик, доктор химических наук (1972), профессор МГУ (1989), заслуженный деятель науки Российской Федерации (1999)[54].
- Сайгын, Ышылай (72) — турецкий архитектор и государственный деятель[55].
- Шриффер, Джон Роберт (88) — американский физик, лауреат Нобелевской премии по физике (1972), иностранный член РАН (1991; иностранный член АН СССР с 1988)[56].

## 26 июля
- Анофриева, Татьяна Владимировна (78) — советский и российский музыкальный деятель, хормейстер Большого детского хора, заслуженная артистка Российской Федерации[57].
- Браун, Арни (77) — канадский хоккеист[58].
- Броган, Хью (83) — британский историк[59].
- Гунтау, Мартин (85) — немецкий минералог и историк геологии[60].
- Жовтый, Василий Леонтьевич (98) — советский военный лётчик, участник Великой Отечественной войны в составе эскадрильи «Нормандия — Неман», кавалер французского ордена Почётного легиона[61].
- Левич, Яким Давидович (86) — советский и украинский художник[62].
- Лионтакис, Христофорос (74) — греческий поэт и литературный переводчик[63].
- Лузгин, Борис Николаевич (88) — российский геолог и географ, доктор географических наук, профессор АлтГУ[64].
- Маги, Брайан (89) — английский философ и писатель, член парламента Великобритании (1974—1983)[65].
- Некрасов, Виктор Борисович (94) — советский и российский тренер по спортивной гимнастике, заслуженный тренер России (1993)[66].
- Ортега-и-Аламино, Хайме Лукас (82) — кубинский кардинал, архиепископ Гаваны (1981—2016)[67].
- Тейлор, Расси (75) — американская актриса озвучивания[68].
- Чепмен, Сэмми (81) — североирландский футболист и тренер, игрок национальной сборной[69].

## 25 июля
- Арлорио, Джорджо (90) — итальянский киносценарист[70].
- Билсма, Аннер (85) — нидерландский виолончелист[71].
- Гогенберг, Георг (90) — австрийский дипломат, глава дома Гогенбергов (с 1977 года), внук эрцгерцога Франца Фердинанда[72].
- Киннунен, Йорма (77) — финский легкоатлет, серебряный призёр летних Олимпийских игр в Мехико (1968)[73].
- Мураховский, Григорий Моисеевич (73) — российский хозяйственный деятель, генеральный директор ПО «Полёт» (2008—2013)[74].
- Пеан, Пьер (81) — французский журналист[75].
- Санчес, Оскар Энрике (64) — гватемальский футболист, нападающий, игрок национальной сборной (1976—1989)[76].
- Торопов, Анатолий Михайлович (91) — советский и российский актёр, артист Малого театра (с 1952 года), народный артист Российской Федерации (1999)[77].
- Хирано, Асао (92) — японский медицинский исследователь, открывший тельца Хирано[78].
- Эс-Себси, Беджи Каид (92) — тунисский государственный деятель, министр иностранных дел (1981—1986), премьер-министр (2011) и президент (с 2014 года) Туниса[79].
- Юуль, Еспер (71) — датский психотерапевт[80].

## 24 июля
- Андерссон, Клас (82) — финский писатель и государственный деятель, министр культуры Финляндии (1995—1998)[81].
- Бахман, Франц (89) — австрийский альпинист, горноспасатель, инженер-машиностроитель[82].
- Войнов, Василий Иванович (89) — советский и российский нейрохирург, народный врач СССР (1986)[83].
- Лупул, Манолий (94) — канадский историк[84]..
- Нам Ги-нам (77) — южнокорейский кинорежиссёр[85].
- Соури, Фредди (96) — британский военный деятель, маршал авиации[86].
- Тробо, Хайме (62) — уругвайский государственный деятель. министр спорта и молодёжи (2000—2002)[87].

## 23 июля
- Азаматов, Феликс Азимович (80) — советский и российский скульптор[88].
- Барба, Томас Самуилович (89) — советский и российский тренер по вольной борьбе, заслуженный тренер СССР[89].
- Бисмарк, Фердинанд фон (88) — немецкий адвокат, правнук Отто фон Бисмарка[90].
- Вилле, Лоис (87) — американская журналистка, двукратный лауреат Пулитцеровской премии (1963, 1989)[91].
- Грбаты, Ян (77) — чехословацкий хоккеист, серебряный призёр зимних Олимпийских игр в Гренобле (1968), бронзовый призёр чемпионатов мира в Швеции (1969, 1970)[92].
- Грик, Николай Антонович (72) — советский и российский историк, доктор исторических наук, профессор ТГУ[93].
- Дадашев, Максим Каибханович (28) — российский боксёр-профессионал; травма, полученная во время боя[94].
- Золотов, Николай Евгеньевич (63) — российский военачальник, командующий Группой российских войск в Закавказье (2001—2003), генерал-полковник[95].
- Йорданов, Тихомир (87) — болгарский поэт, прозаик и литературный переводчик[96].
- Кеог, Дэнни (71) — южноафриканский актёр[97].
- Коваленко, Анатолий Александрович (82) — советский и украинский тренер по боксу, заслуженный тренер СССР (1991)[98].
- Рот, Михаэль (83) — немецкий инженер, профессор, специалист в областях автоматизации, микропроцессорной технологии, информатики, социологии и философии науки[99].
- Футорянский, Леонид Иосифович (91) — советский и российский историк-краевед, доктор исторических наук (1975), профессор (1977), заслуженный деятель науки Российской Федерации[100].
- Хаут, Гейб (46) — канадский актёр[101].
- Чумаков, Александр Александрович (92) — советский яхтсмен и тренер, заслуженный тренер РСФСР[102].

## 22 июля
- Домбровский, Борис Робертович (69) — российский военный деятель, контр-адмирал[103].
- Дроздецкий, Георгий Фёдорович (71) — советский и российский тренер по боксу, заслуженный тренер РСФСР (1982)[104].
- Жидель, Сергей Петрович (67) — украинский художник и график, заслуженный художник Украины[105].
- Игнатьев, Артём (36) — российский боксёр-любитель, призёр чемпионата России (2002)[106].
- Крафт, Кристофер (95) — американский инженер НАСА, директор Космического центра имени Линдона Джонсона (1972—1982)[107].
- Кронауэр, Бригитта (78) — немецкая писательница, лауреат премии Георга Бюхнера (2005)[108].
- Лагерквист, Ханс (79) — шведский прыгун с шестом, серебряный призёр чемпионата Европы по лёгкой атлетике в помещении в Гренобле (1972)[109].
- Ли Пэн (90) — китайский государственный деятель, премьер Государственного совета Китайской Народной Республики (1988—1998), председатель Постоянного комитета Всекитайского собрания народных представителей (1998—2003)[110].
- Милас, Никос (91) — греческий баскетболист, бронзовый призёр чемпионата Европы по баскетболу в Египте (1949)[111].
- Морандини, Джулиана (81) — итальянская писательница, лауреат премии Виареджо (1983)[112].
- Мусияка, Виктор Лаврентьевич (73) — советский и украинский юрист, политический деятель, один из авторов текста Конституции Украины, бывший лидер партии «Вперёд, Украина!»[113].
- Невилл, Арт (81) — американский поэт и автор песен (The Meters, The Neville Brothers)[114].
- Осипова, Мария Гаврильевна (71) — советская и российская театральная актриса, артистка Саха театра имени П. А. Ойунского[115].
- Туссен, Готфрид (75) — канадский компьютерный учёный (о смерти объявлено в этот день)[116].
- Хамм, Петер (82) — немецкий поэт[117].
- Шакаа, Бассам (89) — палестинский политический деятель, мэр Наблуса (1976—1982)[118].

## 21 июля
- Абова, Тамара Евгеньевна (91) — советский и российский юрист, доктор юридических наук (1986), профессор ИГП РАН, заслуженный деятель науки Российской Федерации[119].
- Виноградова, Светлана Михайловна (69) — российский политолог, доктор политических наук (1993), профессор СПбГУ (1996)[120].
- Гилев, Анатолий Владимирович (67) — российский учёный в области горного машиностроения, доктор технических наук (2005), профессор (2007)[121].
- Грау, Франcиско (72) — испанский композитор[122].
- Джонстон, Бен (93) — американский композитор[123].
- Кмит, Денис Алексеевич (59) — советский и российский киноактёр[124].
- Коккаро, Уго (65) — аргентинский государственный деятель, губернатор Огненной Земли (2005—2007)[125].
- Красснер, Пол (87) — американский журналист[126].
- Куперт, Юрий Васильевич (88) — советский и российский историк, доктор исторических наук (1986), профессор ТГУ (1987)[127].
- Маркес, Хуан Карлос (48) — исполнительный директор венесуэльской государственной нефтяной компании PDVSA, самоубийство[128].
- Моргентау, Роберт (99) — американский юрист, окружной прокурор Манхэттена (1975—2009), сын Генри Моргентау[129].
- Пеллосис, Кларо (84) — филиппинский спринтер, чемпион летних Азиатских игр (1962)[130].
- Эстепа Льяуренс, Хосе Мануэль (93) — испанский кардинал, Генеральный военный викарий Испании (1983—2003)[131].

## 20 июля
- Бахарев, Сергей Викторович (58) — российский дипломат, Чрезвычайный и Полномочный Посол Российской Федерации в Зимбабве и Малави (2013—2019)[132].
- Громов, Сергей Александрович (89) — советский и российский невролог, доктор медицинских наук (1970), профессор СПбНИПНИ, заслуженный деятель науки Российской Федерации (1998)[133].
- Дикшит, Шейла (81) — индийский государственный деятель, главный министр Дели (1998—2013)[134].
- Макнамара, Питер (64) — австралийский теннисист и тренер[135].
- Мерц, Мариса (93) — итальянская художница и скульптор[136].
- Москино, Джамбаттиста (80) — итальянский футболист и тренер; лбладатель Кубка Италии (1967/68) в составе туринского «Торино»[137].
- Оккини, Илария (85) — итальянская актриса[138].
- Рассел, Диана (95) — американский генетик[139].
- Стёпкин, Фёдор Тимофеевич (90) — советский военачальник, заместитель командующего ВВС Дальнего Востока по боевой подготовке (1979—1989), заслуженный военный лётчик СССР, генерал-лейтенант авиации[140].
- Фернандес Ретамар, Роберто (89) — кубинский поэт, директор Дома Америк (с 1986 года)[141].

## 19 июля
- Барчовски, Цвятко (85) — болгарский баскетболист и тренер, глава Комитета по физической культуре и спорту Болгарии (1992—2000)[142].
- Дубец, Алоис (96) — чехословацкий военный лётчик, участник Второй мировой войны, кавалер ордена Белого льва (2016)[143].
- Карешова, Алёна (92) — чешская актриса[144][145].
- Кемп, Джереми (84) — британский актёр[146].
- Милованов, Августин Лазаревич (82) — советский и белорусский актёр театра и кино, народный артист Белорусской ССР (1989)[147].
- Пелли, Сесар (92) — аргентинский архитектор[148].
- Торре, Маттиа (46—47) — итальянский сценарист и драматург[149].
- Уинстон, Патрик (76) — американский учёный в области информатики[150].
- Хауэр, Рутгер (75) — нидерландский и голливудский актёр[151].
- Хацофе, Эммануэль (90) — израильский скульптор[152].
- Хеллер, Агнеш (90) — венгерский философ, действительный член Венгерской академии наук (1995)[153] Архивная копия от 19 июля 2019 на Wayback Machine.
- Элиа, Иоанн Адель (90) — епископ Мелькитской католической церкви, епископ епархии Пресвятой Девы Марии Благовещения в Ньютоне (1993—2004)[154].
- Яо Ли (96) — китайская певица[155].

## 18 июля
- Альтшулер, Мордехай (86 или 87) — израильский историк[156][157].
- Амано, Юкия (72) — японский дипломат, генеральный директор МАГАТЭ (с 2009 года)[158].
- Беренцен, Детлеф (67) — немецкий писатель и журналист[159].
- Бредфорд, Андре (48) — португальский политический деятель, депутат Европейского парламента (с 2019)[160].
- Гуили, Розмари Эллен (69) — американская писательница[161].
- Де Крешенцо, Лучано (90) — итальянский писатель[162].
- Джудженоглу, Тунджер (75) — турецкий драматург[163].
- Иссельбахер, Курт Юлиус (93) — американский врач, член Национальной академии наук США (1973)[164].
- Кинчлоу, Бен (82) — американский евангелист, ведущий телепрограммы «Клуб 700»[165].
- Милли, Роберт (86) — американский актёр[166].
- Нелиссен, Рулоф (88) — нидерландский государственный деятель, заместитель премьер-министра Нидерландов (1971—1973)[167].
- Секкальди-Рейно, Шарль (94) — французский юрист и государственный деятель, сенатор (1995—2004)[168].
- Смилянич, Радомир (85) — сербский писатель[169].
- Такэмото, Ясухиро (47) — японский кинорежиссёр и художник-мультипликатор аниме, погиб при поджоге студии Kyoto Animation[170].
- Труммер, Иоганн (79) — австрийский органист и католический священник[171].
- Тя-Сен, Юрий Алексеевич (78) — российский театральный деятель, член-корреспондент РАО (1993)[172].
- Фрэнк, Боб (75) — американский певец, автор песен, музыкант и композитор[173].
- Хакназаров, Захид Вахидович (81) — советский и узбекский дирижёр, ректор Ташкентской Государственной консерватории, народный артист Узбекской ССР (1978); ДТП[174].
- Хедисон, Дэвид (92) — американский актёр[175].
- Юдин, Анатолий Егорович (79) — советский самбист и дзюдоист, чемпион Европы по дзюдо (1965), заслуженный мастер спорта России[176].
- Якобс, Рууд (81) — нидерландский контрабасист и музыкальный продюсер[177].

## 17 июля
- Авоян, Роберт Смбатович (77) — советский и армянский государственный деятель, министр связи Армянской ССР (1988—1991)[178].
- Банчей, Марош (58) — словацкий писатель[179].
- Васеж, Робер (79) — бельгийский футболист, тренер «Льежа», завоевавшего Кубок Бельгии по футболу (1989/90)[180].
- Воробьёв, Борис Владимирович (68) — советский и российский спортсмен по академической гребле, чемпион СССР (экипаж — восьмёрка с рулевым), участник летних Олимпийских игр в Мюнхене 1972 года[181].
- Гевондян, Рудольф (67) — армянский актёр, заслуженный артист Армении (2017)[182].
- Зимняя, Валентина Ивановна (91) — советская и украинская актриса, народная артистка УССР (1960)[183].
- Камиллери, Андреа (93) — итальянский писатель[184].
- Кантор, Лев Яковлевич (91) — советский и российский специалист в области техники спутниковой телефонной, телевизионной связи и звукового вещания, доктор технических наук (1972), профессор (1985)[185].
- Коул, Уоррен (78) — новозеландский гребец академического стиля, чемпион летних Олимпийских игр в Мехико (1968)[186].
- Марков, Владимир Иванович (98) — советский государственный деятель, генерал-лейтенант Советской Армии, заместитель Министра радиопромышленности СССР (1966—1981)[187]
- Нестеров, Александр Сергеевич (70)[значимость?] — советский и российский композитор[188].
- Пометун, Григорий Константинович (89) — советский и украинский металлург, рабочий завода «Запорожсталь», Герой Социалистического Труда (1958)[189].
- Хайдин, Никола (96) — сербский материаловед, действительный член (1976) и президент (2003—2015) Сербской академии наук и искусств[190].
- Хайдлер, Крунослав (88) — хорватский кинорежиссёр[191].
- Шинкаренко, Андрей Иванович (74) — украинский актёр, артист Донецкого областного русского театра юного зрителя (с 1977 года), заслуженный артист Украины (2012)[192].

## 16 июля
- Бар-Илан, Джудит (60) — израильский компьютерный учёный[193].
- Бриттон, Роза Мария (82) — панамская писательница[194].
- Дикаев, Турко (69) — таджикский журналист[195].
- Иванчев, Сергей Степанович (86) — советский и российский химик, член-корреспондент РАН (1997)[196].
- Игнатьев, Игорь Всеволодович (68) — российский театральный режиссёр, художественный руководитель Санкт-Петербургского кукольного театра сказки, заслуженный деятель искусств Российской Федерации (1994)[197].
- Извеков, Игорь Анатольевич (53) — российский композитор[198].
- Инфанте, Сония (75) — мексиканская актриса[199].
- Исаак, Терри (60) — американский художник[200].
- Каллахан, Дэниел (88) — американский философ, один из основоположников биоэтики[201].
- Келли, Пат (69—70) — ямайский певец[202].
- Клегг, Джонни (66) — южноафриканский певец и музыкант[203].
- Кормаков, Валерий Иванович (81) — советский хоккеист, защитник клуба «Торпедо» (Горький), мастер спорта СССР, заслуженный тренер России[204].
- Коу, Барри (84) — американский актёр[205].
- Кулаков, Виктор Евгеньевич (75) — советский и российский архитектор-реставратор, заслуженный деятель искусств Российской Федерации (1998)[206].
- Макуха, Владимир Карпович (70) — российский учёный в области электроники, доктор технических наук (2001), профессор НГТУ[207].
- Падучева, Елена Викторовна (83) — советский и российский языковед, доктор филологических наук (1984), профессор (1996), вдова А. А. Зализняка[208].
- Патлаенко, Эдуард Николаевич (83) — советский и российский композитор, заслуженный деятель искусств РСФСР (1987)[209].
- Прохоров, Юрий Николаевич (79) — российский актёр и режиссёр[210].
- Стивенс, Джон Пол (99) — американский судья, член Верховного Суда США (1975—2010)[211].
- Тантон, Джон (85) — американский офтальмолог, активист, сторонник снижения иммиграции в США[212].
- Шаир, Химаят Али (93) — пакистанский поэт[213].
- Энгель, Говард (88) — канадский писатель и продюсер[214].

## 15 июля
- Архангельский, Михаил Юрьевич (70) — советский и российский шахматист, международный мастер, международный арбитр[215].
- Бямбасурэнгийн Шарав (66) — монгольский композитор[216].
- Вяликова, Ольга Петровна (65) — советская и российская актриса театра и кино[217][218];.
- Галанос, Алексис (78) — кипрский государственный деятель, председатель Палаты представителей Республики Кипр (1991—1996)[219].
- Дипп, Хьюго Толентино (88) — доминиканский государственный деятель, председатель Палаты депутатов Доминиканской Республики (1982—1986)[220].
- Карпов, Венедикт Григорьевич (92) — советский и российский тюрколог, доктор филологических наук (1995), профессор Хакасского государственного университета (1996)[221].
- Миллар, Фергюс (84) — английский историк-антиковед, иностранный член РАН (1999)[222].
- Мюллер, Вернер (73) — немецкий государственный деятель, министр экономики и технологий ФРГ (1998—2002)[223].
- Нартен, Йоханна (88) — немецкий лингвист[224].
- Наумов, Георгий Борисович (89) — советский и российский геолог и геохимик, доктор геолого-минералогических наук, профессор, заслуженный деятель науки Российской Федерации[225].
- Осмоловская, Джемма Григорьевна (80) — советская и российская актриса театра и кино[226].
- Ричардс, Рекс Эдуард (96) — английский химик, президент Королевского химического общества (1990—1992)[227].
- Сигфуссон, Торстейнн Инги (65) — исландский физик[228].
- Усман Танор Дьенг (72) — сенегальский государственный деятель, первый секретарь Социалистической партии Сенегала (с 1996 года), кандидат в президенты Сенегала (2007)[229].
- Фаллон, Крейг (36) — британский дзюдоист, чемпион мира (2005)[230].
- Шейлз, Карл (47) — ирландский актёр[231].

## 14 июля
- Десикан, Рахул (41) — американский нейробиолог[232].
- Ларони, Нерео (76) — итальянский государственный деятель, мэр Венеции (1985—1987), депутат Европейского парламента (1989—1994)[233].
- Никитин, Игорь Валентинович (66) — президент Объединённой федерации сверхлёгкой авиации России, профессор, доктор технических наук; авиакатастрофа[234].
- Падарат, Лавениа (74) — фиджийский политический деятель, президент фиджийской лейбористской партии (с 2015)[235].
- Сокольчик, Иван Максимович (90) — советский и белорусский строитель-монтажник, Герой Социалистического Труда (1966)[236].
- Уитакер, Пернелл (55) — американский боксёр, чемпион летних Олимпийских игр в Лос-Анджелесе (1984); ДТП[237].
- Хоанг Туй (91) — вьетнамский математик[238].
- Эршад, Хуссейн Мохаммад (89) — бангладешский военный и государственный деятель, президент Бангладеш (1982, 1983—1990)[239].

## 13 июля
- Баранов, Павел Петрович (45) — российский экономист, доктор экономических наук (2013), профессор НГУЭУ[240].
- Волков, Стален Никандрович (93) — советский и российский художник-постановщик, народный художник Российской Федерации (1992)[241].
- Зайцева, Галина Сергеевна (85) — советский и российский филолог-русист, доктор филологических наук (1989), профессор ННГУ (1992)[242].
- Картер, Ричард (65) — австралийский актёр[243].
- Котолиева, Мария Сергеевна (88) — советская и российская осетинская оперная певица (меццо-сопрано), заслуженная артистка РСФСР (1967)[244].
- Сарди, Паоло (84) — итальянский кардинал, патрон Суверенного военного Мальтийского ордена (2009—2014)[245].
- Соснора, Виктор Александрович (83) — русский поэт, прозаик и драматург[246].
- Спицын, Анатолий Тихонович (80) — российский экономист, доктор экономических наук, профессор[247].
- Фантоцци, Аугусто (79) — итальянский государственный деятель, министр экономики и финансов (1995—1996) и министр внешней торговли (1996—1998) Италии[248].
- Хюпенен, Анатолий Иванович (91) — советский военачальник, начальник Военной командной академии противовоздушной обороны имени Маршала Советского Союза Г. К. Жукова (1985—1991), генерал-полковник (1984)[249].
- Шумидуб, Александр Николаевич (55) — советский и белорусский хоккеист и тренер, выступавший за минское «Динамо» (1984—1993)[250].

## 12 июля
- Аблаев, Николай Романович (83) — российский биохимик, доктор медицинских наук, профессор[251].
- Агуадо, Хорхе (93) — аргентинский государственный деятель, министр сельского хозяйства (1981), губернатор провинции Буэнос-Айрес (1982—1983)[252].
- Анастассопулос, Георгиос (83) — греческий политический деятель, депутат Европейского парламента (1984—1999)[253].
- Боччелли, Дик (95) — американский барабанщик и актёр[254].
- Иванов, Юрий Валентинович (78) — российский художник-график, заслуженный художник Российской Федерации (1995), профессор Московского художественного института[255].
- Кидиекова, Ирина Кононовна (78) — советский и российский искусствовед[256].
- Корбато, Фернандо Хосе (93) — американский учёный в области информатики[257].
- Котусов, Александр Максимович — последний кет, исполнявший и сочинявший песни на кетском языке и имевший свою личную песню, один из последних носителей кетского языка.
- Марш, Арно (91) — американский джазовый саксофонист[258].
- М. Дж. Радхакришнан (61) — индийский кинооператор[259].
- Наранхо, Клаудио (86) — чилийский и американский психиатр и гештальт-терапевт[260].
- Попкович, Роман Семёнович (82) — советский военный и российский государственный деятель, депутат Государственной Думы II созыва (1995—1999), председатель комитета по обороне (1998—1999)[261].
- Ричардс, Дик (95) — американский музыкант (Bill Haley & His Comets)[254].
- Руло, Жозеф (90) — франко-канадский оперный певец (бас)[262].
- Смит, Рассел (70) — американский певец и автор песен[263].
- Хамид, Абдул (92) — пакистанский спортсмен (хоккей на траве), чемпион летних Олимпийских игр в Риме (1960)[264].
- Целиковская, Тамара Алексеевна (83) — советский и украинский архитектор, заслуженный архитектор Украины (1995)[источник не указан 311 дней] .
- Эйги, Мехмет Шевкет (86) — турецкий колумнист и писатель[265].

## 11 июля
- Вердиев, Микаил Гаджимагомедович (78) — советский и российский физик и изобретатель, доктор технических наук, заслуженный изобретатель Российской Федерации[266].
- Грейс, Брендан (68) — ирландский актёр и певец[267].
- Дмитриев, Олег Георгиевич (49) — российский актёр и театральный режиссёр, артист Академического Малого драматического театра — Театра Европы[268].
- Злобин, Тимофей Константинович (72) — советский и российский геолог, доктор геолого-минералогических наук (1990), профессор СахГУ (1996)[269].
- Мел Эг, Теодор (67) — ивуарийский государственный деятель, министр культуры (2005—2007)[270].
- Нильссон, Арто (71) — финский боксёр, бронзовый призёр летних Олимпийских игр в Мехико (1968)[271].
- Фырат, Денгир Мир Мехмет (75) — турецкий политический деятель, один из основателей Партии справедливости и развития[272].
- Якупов, Риф Исмагилович (59) — российский историк-этнолог, доктор исторических наук (2001), профессор[273].

## 10 июля
- Вайсман, Джеральд (88) — американский врач и научный работник, один из первооткрывателей липосомы[274].
- Гощицкий, Борис Николаевич (88) — советский и российский физик, член-корреспондент РАН (2000)[275][276].
- Громыко, Виктор Александрович (96) — советский и белорусский живописец, народный художник Белорусской ССР (1991), почётный член Национальной академии наук Беларуси (2000)[277].
- Корвяков, Анатолий Васильевич (82) — российский телевизионный режиссёр-документалист[278].
- Кортезе, Валентина (96) — итальянская актриса театра и кино[279].
- Миних, Максим Георгиевич (77) — российский палеонтолог, доктор геолого-минералогических наук (1998), профессор СГУ (1999)[280].
- Некрич, Михаил Григорьевич (78) — украинский композитор, музыкант и аранжировщик[281].
- Никерсон, Денис (62) — американская актриса[282].
- Нконйени, Номле (77) — южноафриканская актриса[283].
- Стрекалова, Мария Ивановна (93) — советский и украинский животновод, Герой Социалистического Труда (1971)[284].
- Шеперд, Альберт (82) — британский актёр[285].
- Шубкин, Владимир Николаевич (76) — российский травматолог, доктор медицинских наук, профессор[286].

## 9 июля
- Анфимов, Олег Георгиевич (82) — советский государственный деятель, министр электротехнической промышленности СССР (1986—1989), министр электротехнической промышленности и приборостроения СССР (1989—1991)[287].
- Бова, Доменико (72) — итальянский государственный деятель, член Палаты депутатов Италии (1994—2006)[288].
- Бондаренко, Михаил Иванович (92) — советский и украинский актёр, артист Донецкого музыкально-драматического театра, заслуженный артист Украинской ССР (1967)[289].
- Даннемейер, Уильям (89) — американский государственный деятель, член Палаты представителей США (1979—1993)[290].
- Де ла Руа, Фернандо (81) — аргентинский юрист и государственный деятель, президент Аргентины (1999—2001)[291].
- Джонс, Фредди (91) — американский актёр[292].
- Китагава, Джонни (87) — японско-американский бизнесмен, основатель и президент агентства по поиску талантов «Johnny & Associates»[293].
- Отеро, Мариано (76) — испанский художник[294].
- Перо, Росс (89) — американский миллиардер, кандидат на пост президента США (1992, 1996)[295].
- Розанд, Аарон (92) — американский скрипач[296].
- Слеггс, Майкл (33) — английский актёр[297].
- Тахира, Захъин (70) — пакистанская актриса[298].
- Торн, Рип (88) — американский актёр, лауреат премии «Эмми» (1996)[299].
- Фрилон, Филип (66) — американский архитектор[300].

## 8 июля
- Агасян, Агаси (30) — армянский тяжелоатлет; ДТП[301].
- Златоустовский, Владимир Борисович (80) — советский и российский киноактёр и кинорежиссёр[302].
- Куруч, Римма Дмитриевна (81) — советский и российский филолог, специалист в области саамских языков[303].
- Левин, Чарльз (70) — американский актёр[304].
- Лесаж, Жак (96) — французский режиссёр документальных фильмов[305].
- Магалян, Сергей Сергеевич (70) — армянский театральный актёр, артист Ереванского русского драматического театра имени К. С. Станиславского, заслуженный артист Армении[306].
- Овивян, Саркис Вартанович (80) — советский и армянский футболист, игрок ереванского «Спартака» («Арарата») (1962—1969)[307].
- Роллечек, Наталия (100) — польская писательница[308].
- Руис, Рози (66) — американская легкоатлетка (марафон)[309].

## 7 июля
- Бонфин, Паулу (92) — бразильский поэт[310].
- Браунер, Артур (100) — немецкий предприниматель и продюсер[311] Архивная копия от 13 декабря 2019 на Wayback Machine.
- Гинстлер, Янош (76) — венгерский инженер, академик Венгерской академии наук (2007)[312].
- Джоклик, Вольфганг (92) — американский вирусолог, академик Национальной академии наук США[313].
- Джонсон, Грег (48) — канадский хоккеист, игрок национальной сборной, серебряный призёр зимних Олимпийских игр в Лиллехаммере (1994); самоубийство[314].
- Егоров, Вячеслав Георгиевич (65) — российский учёный в области ядерной спектроскопии и радиохимии, доктор физико-математических наук (2003)[315].
- Заметалин, Владимир Петрович (71) — белорусский государственный и общественный деятель, заместитель премьер-министра Республики Беларусь (1997—2000), генеральный директор киностудии «Беларусьфильм» (2006—2010)[316].
- Иванюк, Григорий Юрьевич (53) — российский геолог, доктор геолого-минералогических наук (2004), профессор[317].
- Королёва, Екатерина Александровна (27) — российская гандболистка[318].
- Кузнецов, Андрей Александрович (59) — российский кинооператор-документалист, лауреат премий ТЭФИ (1998, 2000, 2003)[319].
- Кэннон, Стив (84) — американский писатель[320].
- Намир, Ора (88) — израильский политический деятель и дипломат, министр труда Израиля (1992—1996)[321].
- Понсе, Рамон (71) — аргентинский футболист[322].
- Рассиас, Влассис (60) — греческий писатель и религиозный деятель, лидер Высшего совета этнических эллинов, член совета директоров Европейского конгресса этнических религий[323].
- Старченко, Николай Николаевич (67) — российский писатель[324].
- Ходж, Джонатан (78) — британский композитор[325].

## 6 июля
- Айрапетов, Арутюн Гургенович (69) — российский историк, доктор исторических наук (1997), профессор ТГУ; несчастный случай[326].
- Бойс, Камерон (20) — американский актёр и танцор[327].
- Варская, Ванда (87) — польская джазовая певица и композитор[328].
- Грибков, Виталий Степанович (83) — советский и российский художник и теоретик искусства, представитель неофициального искусства СССР[329].
- Грэхем-Юл, Эндрю (75) — аргентинский журналист и писатель[330].
- Густафссон, Томми (71) — шведский музыкант (Sven-Ingvars)[331].
- Джалаер, Парвиз (79) — иранский тяжелоатлет, серебряный призёр летних Олимпийских игр в Мехико (1968)[332].
- Джонс, Эдди (84) — американский актёр[333].
- Жилберту, Жуан (88) — бразильский музыкант, певец и гитарист, поэт-песенник, один из основоположников стиля босанова[334].
- Кастельбажак, Мишель де (91) — священнослужитель РПЦЗ, митрофорный протоиерей[335] Архивная копия от 30 мая 2020 на Wayback Machine.
- Киракосян, Арман Джонович (62) — армянский дипломат и государственный деятель, и. о. министра иностранных дел Армении (1992—1993), Чрезвычайный и Полномочный Посол Армении в Великобритании (с 2018 года)[336].
- Кутецкий, Йозеф (88) — чешский детский онколог, профессор[337].
- Куэйт, Келвин (95) — американский физик, член Национальной академии наук США (1975)[338].
- Леонова, Наталия Борисовна (75) — российский археолог, доктор исторических наук (1993), профессор МГУ[339].
- Мочалов, Лев Всеволодович (91) — российский искусствовед и поэт[340].
- Соравито Де Франчески, Лучо (79) — итальянский католический епископ[341].
- Хоэн, Рагнар (78) — норвежский шахматист, чемпион Норвегии (1963, 1978, 1981)[342].

## 5 июля
- Бакленд-Фуллер, Дороти (97) — австралийский социолог и общественная деятельница, президент Международной Лиги женщин за мир и свободу (2002—2004)[343].
- Баялинов, Марклен Касымалиевич (85) — советский и киргизский государственный и общественный деятель, председатель Государственного комитета по кинематографии Киргизской ССР (1972—1974), министр культуры Киргизской ССР (1985—1989), заслуженный деятель культуры Киргизской ССР, сын писателя Касыма Баялинова[344].
- Боррофф, Мари (95) — американская поэтесса и филолог[345].
- Виначча, Паоло (65) — итальянский композитор, джазовый барабанщик и перкуссионист[346].
- Грегоретти, Уго (88) — итальянский режиссёр, сценарист и актёр[347].
- Двинский, Владимир Эммануилович (78) — советский и российский режиссёр-документалист, сын Эммануила Двинского[348].
- Дукова, Снежана (66) — болгарская политическая деятельница, депутат Народного собрания Болгарии[349].
- Кечамли, Мохтар (56) — алжирский футболист, бронзовый призёр Кубка африканских наций (1988)[350].
- Лавров, Владимир Александрович (91) — советский и российский тренер по боксу, заслуженный тренер СССР (1970)[351].
- Ллойд, Льюис (60) — американский баскетболист, игрок НБА (1981—1990)[352].
- Лукьянов, Герман Константинович (82) — советский и российский джазовый музыкант, заслуженный артист РСФСР (1986)[353].
- Меремкулов, Олег Ованесович (83) — советский и российский композитор[354].
- Муньос Санчес, Хосе (57) — испанский политик, член Сената Испании[355].
- Муталибова, Адиля (81) — Первая леди Азербайджана (1990—1992), жена Аяза Муталибова[356].
- Понсо, Мари (98) — американская поэтесса, лауреат премии Национального круга книжных критиков (1998)[357].
- Салгрен, Клаус (90) — финский дипломат, генеральный секретарь Европейской экономической комиссии ООН (1983—1986)[358].
- Филартига, Хоэль (86) — парагвайский врач и правозащитник, главный герой фильма «Война одного человека»[359].
- Хафекост, Эберхард (52) — немецкий живописец[360].
- Шульман, Сэмюэл (91) — член экипажа американского корабля Exodus 1947, участник операции «Алия Бет» по доставке в Палестину жертв Холокоста[361].

## 4 июля
- Ванслов, Виктор Владимирович (96) — советский и российский искусствовед, академик РАХ (1992; академик АХ СССР с 1988)[362].
- Клайн, Крис (62) — американский миллиардер; несчастный случай[363].
- Козлова, Лилит Николаевна (91) — советская и российская поэтесса[364].
- Кор, Ева Мозес (85) — румынская еврейка, пережившая опыты над людьми в концентрационном лагере Освенцим[365].
- Коссоф, Леон (92) — английский художник-экспрессионист[366].
- Ломм, Пьер (89) — французский кинооператор, двукратный лауреат премии «Сезар»[367].
- Маркс, Роберт — американский специалист по дайвингу, один из пионеров подводной археологии[368].
- Руайе Жан (81) — франко-канадский поэт и писатель[369].
- Титова, Галина Владимировна (82) — советский и российский театровед, доктор искусствоведения, профессор, заслуженный деятель искусств Российской Федерации (2007)[370].
- Фахардо, Эдуардо (94) — испанский актёр[371].
- Фернандес Родригес, Артуро (90) — испанский актёр[372].

## 3 июля
- Агарвал, Сударшан (88) — индийский государственный деятель, губернатор Уттаракханда (2003—2007) и Сиккима (2007—2008)[373].
- Агирре, Кольдо (80) — испанский футболист и тренер, игрок национальной сборной (1961—1965)[374].
- Арифулина, Лейла (57) — польская балерина, хореограф и режиссёр[375].
- Джонсон, Арт (90) — американский киноактёр[376].
- Квон, Милтон (105) — американский аниматор[377].
- Кошелев, Андрей Васильевич (70) — российский фотохудожник, исследователь творчества Николая Рубцова[378].
- Крухтен, Поль (55) — люксембургский кинорежиссёр[379].
- Ланда, Мальва Ноевна (100) — советская и российская правозащитница и диссидентка[380].
- Миронов, Арсений Дмитриевич (101) — советский и российский учёный в области аэродинамики, лауреат Сталинской и Государственной премии СССР[381].
- Мосягин, Евгений Потапович (93) — советский и российский писатель и художник[382].
- Насик, Нисар (76) — пакистанский поэт[383].
- Прокопенко, Равиля Наджиповна (77) — советская баскетболистка, заслуженный мастер спорта СССР (1964), двукратная чемпионка мира: в Перу (1964) и в Чехословакии (1967)[384].
- Тальявини, Васко (81) — итальянский футболист[385].
- Фаррон, Джулия (96) — британская балерина и преподаватель, директор Королевской академии танца (1983—1989), лауреат Коронационной премия королевы Елизаветы II (1993)[386]
- Чарнин, Мартин (84) — американский поэт и режиссёр («Энни»)[387].
- Шерделоу, Томас (87) — южноафриканский велогонщик, двукратный серебряный призёр летних Олимпийских игр в Хельсинки (1952)[388].

## 2 июля
- Браун, Пэт Кроуфорд (90) — американская актриса[389].
- Броннер, Лейла (89) — американский историк и библеист[390].
- Головачёв, Дмитрий Яковлевич (71) — советский и украинский телевизионный кинорежиссёр[391].
- Исмаили, Флориана (24) — швейцарская футболистка, игрок сборной Швейцарии по женскому футболу; несчастный случай на воде (тело обнаружено в этот день)[392].
- Итон, Сьюзан (59) — американский биолог; убита[393].
- Колграсс, Майкл (87) — канадский композитор, лауреат Пулитцеровской премии (1978)[394].
- Кордалис, Коста (75) — немецкий певец[395].
- Кючюк Искендер (55) — турецкий поэт, лауреат литературных премий имени Орхона Мурата Арыбурну, Мелиха Джевдета Андая, Эрдала Оза и Бехчета Неджатигиля[396].
- Матеус, Марлене (82) — бразильский спортивный функционер, президент Спортивного Клуба «Коринтианс» (1991—1993)[397].
- Мерино, Хосе Луис (92) — испанский кинорежиссёр и сценарист[398].
- Моллой, В. Томас (78) — канадский государственный деятель, лейтенант-губернатор Саскачевана (с 2018)[399].
- Панин, Василий Степанович (83) — советский кинорежиссёр, сценарист, продюсер и актёр[400].
- Посада Диас, Хайме (95) — колумбийский писатель и министр образования Колумбии[401].
- Ричардсон, Джордж Барклай (94) — американский экономист, ректор Кэбл-колледжа (1989—1994)[402].
- Ферхёвен, Лиз (88) — немецкая актриса[403].
- Хиепко, Пол Хубертус (86) — немецкий ботаник[404].
- Шаповалов, Игорь Александрович (87) — советский партийный и хозяйственный деятель, первый секретарь Тюменского горкома КПСС (1978—1984)[405].
- Эминов, Ибрагим (56) — советский и азербайджанский композитор и рок-гитарист, основатель группы «Юху»[406].
- Якокка, Ли (94) — американский менеджер, президент компании Ford (1970—1978) и председатель правления корпорации Chrysler (1979—1992)[407].

## 1 июля
- Воскресенский, Андрей Владимирович (47) — российский офицер, капитан первого ранга, Герой Российской Федерации (2019)[408].
- Габдрахманов, Энвер Талхиевич (66) — советский и российский кинорежиссёр-документалист[409].
- Гасан-заде, Алиакпер Али-Гейдар оглы (79) — советский и российский звукорежиссёр, лауреат Государственной премии РФ, заслуженный деятель искусств Российской Федерации[410].
- Гварньери, Эннио (88) — итальянский кинооператор[411].
- Голден, Ролланд (87) — американский художник[412].
- Долонский, Денис Владимирович (46) — российский офицер, капитан первого ранга, Герой Российской Федерации (2012)[413].
- Идалия, Мария (87) — мексиканская актриса[414].
- Аль-Касими, Халид бин Султан (39) — эмиратский модельер, наследный принц Шарджи[415].
- Керр, Кэтерин (82) — американская актриса[416][417].
- Коллимор, Боб — кенийский бизнесмен, директор компании Safaricom Plc[418].
- Кривой, Виктор Иванович (63) — белорусский юрист, доктор юридических наук (1996)[419].
- Опарин, Денис Александрович (40) — российский офицер, капитан первого ранга, Герой Российской Федерации (2019)[408].
- Пикар, Альбер (96) — канадский хоккеист, серебряный призёр чемпионата мира в Швеции (1949)[420].
- Попович, Шандор (80) — венгерский футболист и тренер[421].
- Рамин, Сид (100) — американский композитор, лауреат премии «Оскар» (1962)[422].
- Симачёв, Леонид Данилович (68) — советский и российский писатель[423].
- Соловьёв, Дмитрий Александрович (37) — российский офицер, капитан второго ранга, Герой Российской Федерации (2019)[408].
- Сомов, Константин Юрьевич (48) — российский офицер, капитан первого ранга, Герой Российской Федерации (2019)[408].
- Филин, Николай Иванович (57) — советский и российский офицер, капитан первого ранга, Герой Российской Федерации (2018)[413].
- Шеффер, Богуслав (90) — польский композитор и художник[424].
- Эмлонг, Джозеф (82) — американский гребец академического стиля, чемпион летних Олимпийских игр в Токио (1964)[425].